# فانيسا بيترز
فانيسا بيترز (بالإنجليزية: Vanessa Peters)‏ هي عازفة قيثارة ومغنية مؤلفة وملحنة ومغنية أمريكية، ولدت في 16 سبتمبر 1980.

## وصلات خارجية
- الموقع الرسمي
- فانيسا بيترز على موقع ميوزك برينز (الإنجليزية)
- فانيسا بيترز على موقع أول ميوزيك (الإنجليزية)
- فانيسا بيترز على موقع ديسكوغز (الإنجليزية)